# Belinae
Sous-famille
Belinae désigne une sous-famille de coléoptères de la famille des Belidae. Elle comprend 16 genres.

## Liste des genres
Selon ITIS:
- genre Agathobelus Zimmerman, 1994
- genre Agnesiotis Pascoe, 1870
- genre Apagobelus Zimmerman, 1994
- genre Araiobelus Zimmerman, 1994
- genre Arhinobelus Zimmerman, 1994
- genre Basiliobelus Zimmerman, 1994
- genre Cyrotyphus Pascoe, 1870
- genre Habrobelus Zimmerman, 1994
- genre Isacantha Hope, 1833
- genre Isacanthodes Zimmerman, 1994
- genre Macrobelus Lea, 1909
- genre Pachybelus Zimmerman, 1994
- genre Pachyura Hope, 1833
- genre Rhinotia Kirby, 1819
- genre Rhinotoides Zimmerman, 1994
- genre Sphinctobelus Zimmerman, 1994